# Eaux d'artifice
Eaux d'artifice is een experimentele korte film uit 1953 geregisseerd door Kenneth Anger. De film toont een vrouw gekleed in 17e-eeuwse klederdracht die door een Italiaanse tuin loopt terwijl men verlichte fonteinen ziet vloeien en Antonio Vivaldi's De vier jaargetijden hoort. Het geheel eindigt met de vrouw die in de vijver verdwijnt. De film is in 1993 in het National Film Registry opgenomen ter preservatie.